# 波英
波英（發音：[ˈpoːɪŋ]）是德国巴伐利亚州上巴伐利亚行政区埃伯斯贝格县的市镇，面积12.92平方千米，2023年12月31日人口为16,666人。

## 地理

### 位置
波英位于慕尼黑堆积平原上，属于慕尼黑都市地区，它位于慕尼黑以东约21千米处。镇东部的区域位于一个过去冰川时期遗留下来的堆积区上。此外波英位于埃尔丁以南20千米处，措尔讷丁以北11千米处和县城埃伯斯贝格以北19千米处。慕尼黑城市快铁通过波英，快铁每20分钟一班车，到达慕尼黑东站需要约20分钟。距离德国94号高速公路的两个出入口的距离为4千米，通过高速公路去慕尼黑机场的距离为31千米。

### 行政区划
波英由三个村庄组成，在行政区划上每个村庄是一个镇区。

### 周边镇
- 普利宁
- 马克特施瓦本
- 安青
- 法特施泰滕
- 慕尼黑附近基希海姆

## 历史

### 史前历史和罗马时代
波英的历史纪录超过上千年。但是在更早的时候当地就已经有人居住了。考古发掘发现早在公元前3000年左右当地就已经有人居住。许多考古发掘，尤其是在过去的居民点和墓地的新发掘可以证明人类在当地的居住从约公元前2800年新石器时代末期至今几乎没有中断过。尤其青铜时代后期（约前1300年）的贵族墓葬和2004年被发现的古罗马庄园引起学术界的重视。
按照中期开发计划波英将来可以成果巴伐利亚相联面积最大的考古地区。在过去西门子的场地上、在新的镇中心和在一个居民区的北部都有重要考古发掘工作进行。当地的墓葬、开放的农业居民区以及设置防御设施的庄园叙述了千年前这个冰川形成的慕尼黑堆积平原边缘地区动荡的历史。罗马人占领当地期间（从前15年到5世纪末）在波英以南有一条大道通过。这条大道连击今天奥地利的韋爾斯和奥格斯堡。从这条羅馬道路上分出一条支路通往当地的农庄。一座重建的罗马大门、木栅栏和一口井展现公元1到4世纪当地的景象。
不过公元1和2世纪的居民区遗址里居住的似乎不是罗马殖民者，而是当地的凯尔特居民。在当地的居民区里没有使用砖或石头的建筑，所有的民房都是用木头建造的。门槛下埋有狗，估计是象征看门的守卫。宴席的时候居民把整个动物放在土灶里烧。主食是一粒小麦、二粒小麦、斯佩耳特小麦和燕麥做的粥。大麦被用来酿制啤酒。罗马人主要种植小麦，一般不酿啤酒。3世纪日耳曼人入侵时罗马行省雷蒂亚几乎人际全空。一直到戴克里先统治时期当地才重新有人居住，在波英找到他们遗留下来的陶瓷和铜币。

### 中世纪和近代
波英这个名字来源于人名。“英”这个后缀说明这个名字来自于古巴伐利亚语。直译波英这个名字的意思是“皮乌沃的人住的地方”。一份弗赖辛大修道院9世纪后半页的文献中首次提到波英。此后波英有过多种不同的写法。今天的写法从1813年开始普及。
1398年当地的一名伯爵把波英的庄园卖给了一名慕尼黑市民。1406年慕尼黑把它卖给巴伐利亚-英戈尔施塔特公爵。1502年/03年兰茨胡特遗产战争和1618年到1648年间的三十年战争中波英均被破坏。1632年到1634年间鼠疫在波英肆行。1686年3月1日选帝侯馬克西米利安二世·埃曼努爾把波英庄园送给一名他手下的官员。直到19世纪波英是这个家族的家产。
1818年巴伐利亞王國行政区划改革法令创立了今天的波英镇。1871年5月1日慕尼黑—辛巴赫铁路开通，为波英带来经济发展。

### 20世纪

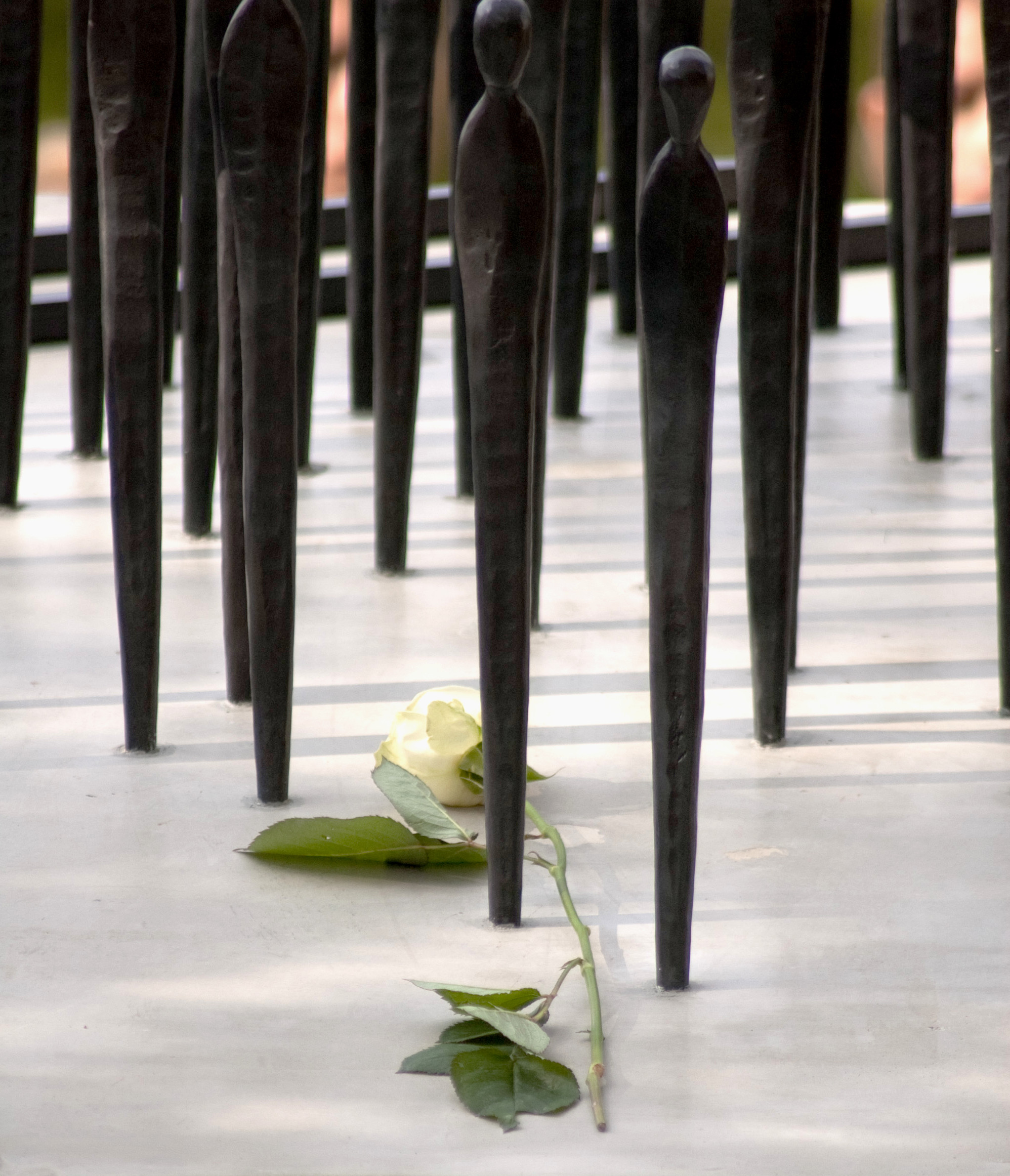
2010年在火车站附近设立的纪念碑

1945年4月米尔多夫集中营的约3600名主要由犹太人组成的被关押者被迫上车去往塞斯豪普特。由于机车故障运输车于1945年4月26日在波英停车。1945年4月27日车上绝望和残病的被关押者开始暴动。许多人试图逃走，至少50人被杀。
据苏联法庭报告下令开枪的是一名德国空军的军官。当时波英的市长请空军来镇压逃跑的被关押者。50人死亡，200人受伤，250人得以逃脱。1945年5月1日约11点美军军车来到波英。在一条街上最后一次发生枪战。今天三名被枪杀的被关押者被葬在弗洛森布尔格集中营纪念馆的荣誉墓地上。少数人存活。波英的镇社群建筑是以一名幸存者命名的。2010年在波英火车站附近设立了一个纪念当年遇难者的纪念碑。
1968年波英决定把居民区大规模向北扩展。1979年波英镇政府与建筑公司一起成立了一个工作组，从1988年开始逐渐开始建组新的带有绿地和基础设施的居住区。今天在当地可以看到过去10年城市建设的长处和短处。在火车站形成了新的镇中心，包括社群楼，天主教堂和新教教堂。附近的公园和人工湖是居住区附近的修养地区。公园里的步行路和自行车路链接新区和老区。

### 人口发展
1988年到2020年间波英的人口从6599人增加到1万6619人，增加了1万20人，151.8%，是整个县里人数增高最大的镇。
| 年     | 人数    |
| ------ | ------- |
| 1840年 | 307     |
| 1871年 | 322     |
| 1900年 | 440     |
| 1925年 | 726     |
| 1939年 | 902     |
| 1950年 | 1589    |
| 1961年 | 2240    |
| 1970年 | 4363    |
| 1987年 | 6152    |
| 1991年 | 7344    |
| 1995年 | 9513    |
| 1999年 | 1万0461 |
| 2000年 | 1万0540 |
| 2001年 | 1万0721 |
| 2002年 | 1万1094 |
| 2003年 | 1万1337 |
| 2004年 | 1万1685 |

| 年     | 人数    |
| ------ | ------- |
| 2005年 | 1万2088 |
| 2006年 | 1万2601 |
| 2007年 | 1万2812 |
| 2008年 | 1万3022 |
| 2009年 | 1万3147 |
| 2010年 | 1万3425 |
| 2011年 | 1万3502 |
| 2012年 | 1万3750 |
| 2013年 | 1万4147 |
| 2014年 | 1万4449 |
| 2015年 | 1万4596 |
| 2016年 | 1万5217 |
| 2017年 | 1万5652 |
| 2018年 | 1万6480 |
| 2019年 | 1万6659 |
| 2020年 | 1万6619 |
| 2021年 | 1万6589 |
| 2022年 | 1万6957 |
| 2023年 | 1万7249 |
| 2024年 | 17.245  |

1840年至2017年波英人口发展

波英位于慕尼黑以东约20千米处，属于慕尼黑大都市地区，它是埃伯斯贝格县人数第二高的镇。
组成镇的三个村庄里有两个有链接慕尼黑的城际轨道车站，而且还直接在高速公路边上，因此交通发达。通往机场也有快车道。
波英的人口数量从1992年到2020年翻了一倍。波英是德国平均年龄最低和儿童比例最高的镇之一，同时100%的儿童获得保育，镇上的许多学校和高档的游戏设施都受到很高的青睐。波英镇上有自己的游泳湖和修养湖，有巴伐利亚最大的野生动物公园，有众多购物条件，又在一座大森林附近，因此有很高的近地修养价值。
波英的经济力量也不可低估，占地利之便它的经济意义远超出所在县的影响。
波英人口发展迅速的主要原因是因为它有许多新的建设区，这些建设区位于慕尼黑—辛巴赫铁路以北并不断被扩展。最新的建筑区于2022年末完工。在新计划的建设区里会在此后10年中为其他2000人提供住舍。其中40%的建筑面积被规范为廉价宿舍的面积。在上一次扩建的过程中还计划建造县里第五座中学。
2005年游泳和消闲湖貝格費爾德湖开始启用，2011年它的面积被扩展到4万9000平方米。

## 宗教

### 基督教

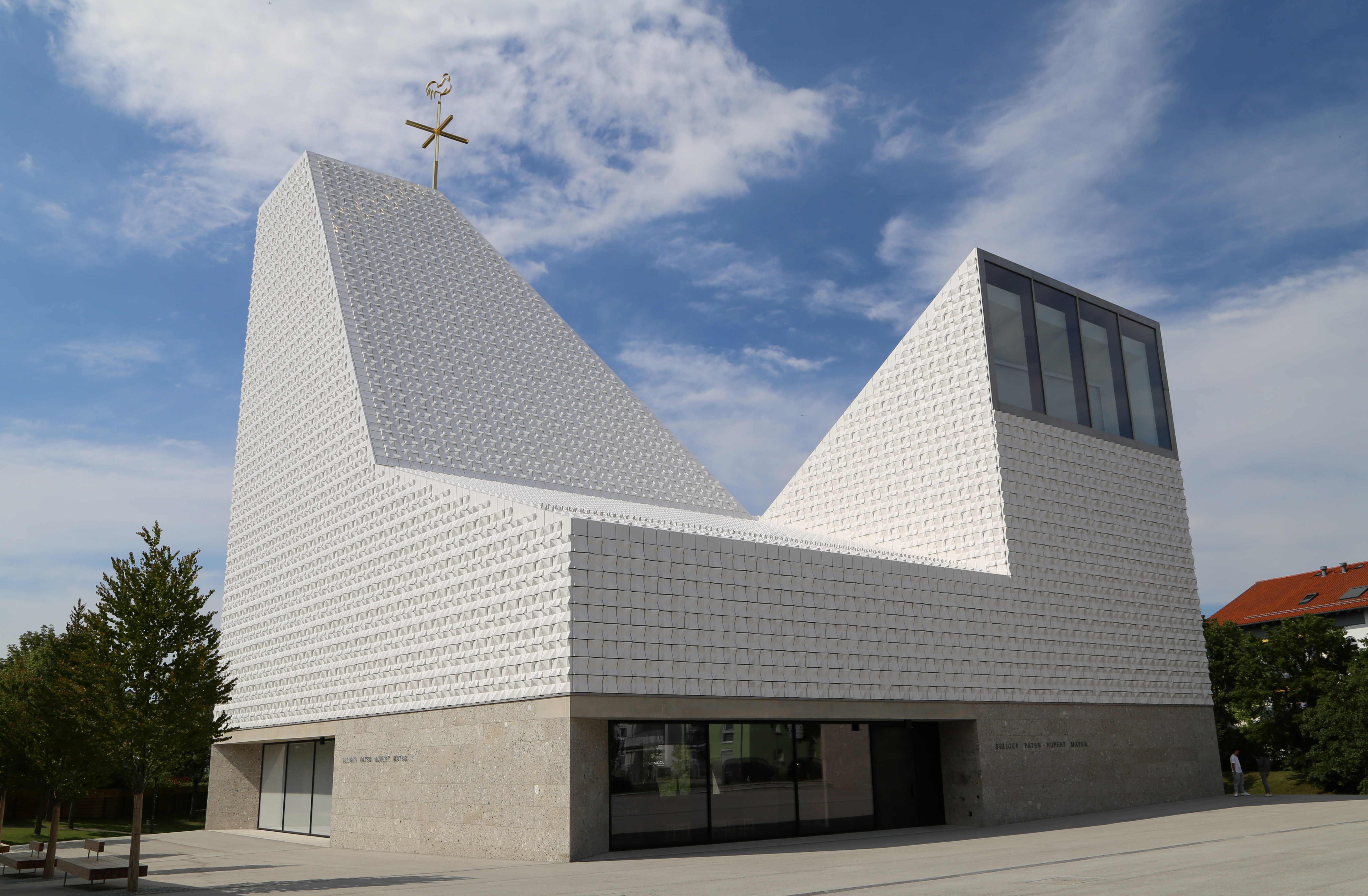
新的天主教教堂

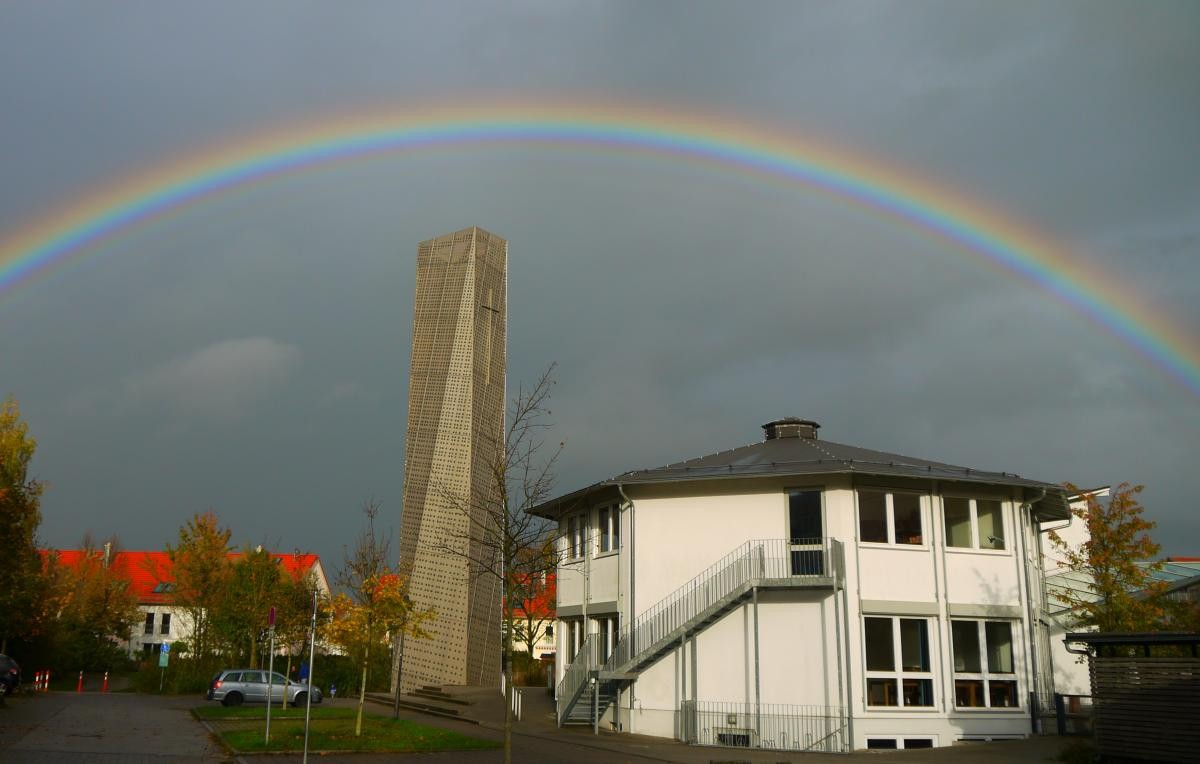
新教教堂

老天主教教堂位于波英的南镇区。这座教堂最早1052年的时候就有了。从1960年开始波英自设牧区。从2018年开始牧区的主教堂改为当年在城际列车站以北建造的新教堂。
新教教堂位于新天主教教堂附近。它是2001年10月启用的。从2009年4月开始波英的新教也自成一个牧区。

### 宗教统计
2011年歐洲聯盟人口普查数据显示镇上15.3%的居民是新教徒，41.9%是天主教教徒，42.9%信仰其它宗教或者是无宗教。此后新教和天主教教徒的人数不断减少。2020年末波英有1万6619名居民，其中35.8%天主教教徒，12.2%新教教徒和52.0%其它宗教信仰或者无宗教。一年前天主教教徒占36.%，新教教徒占12.7%，无宗教或其它宗教信仰的人占50.8%。

## 政治

### 镇议会和镇长
2014年和2020年地方选举镇议会的结果如下：
| 党派                   | 席位   | 席位   |
| 党派                   | 2020年 | 2014年 |
| ---------------------- | ------ | ------ |
| 德国社会民主党         | 6      | 8      |
| 巴伐利亚基督教社会联盟 | 7      | 8      |
| 自由选民               | 4      | 4      |
| 联盟90/绿党            | 5      | 3      |
| 自由民主党             | 2      | 1      |

2020年地方选举时一名无党派选者当选为镇长。

### 徽章和旗帜

带镇徽的镇旗

徽章的底色是蓝色的，下部有一道银色的横杠，上部有一个金色的尖顶，中部有一颗有八道光芒的银星。金尖和银星都是来自17世纪当地贵族的徽章。下方银色的横杠说明当地与维特尔斯巴赫王朝的密切关系。蓝色的底色是巴伐利亚的颜色。镇的旗帜是黄蓝白三色的，中间可以加镇徽。镇旗和镇徽都是1961年5月29日被巴伐利亚内政部部长批准的。

### 友好镇
波雷奇

## 文化和名胜

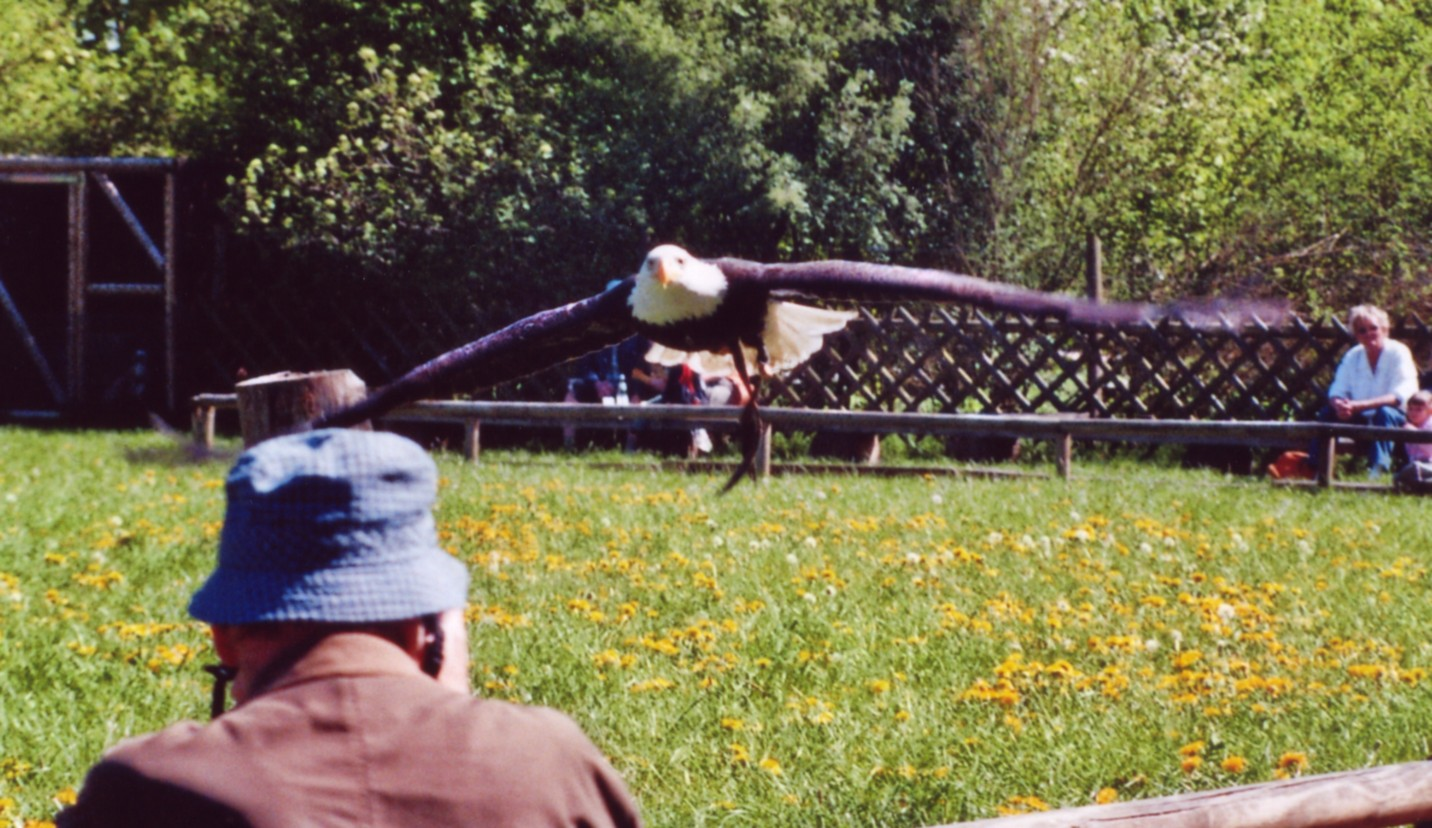
波英野生公园里的猛禽飞展

在过去100年里波英从一个路边小村发展成一个重镇和吸引人的经济重地。今天在镇上仅在少数地方还可以看到过去农村的建筑和农业生产的迹象。结构性的变化加上城市建设带来的需求以及建筑省美的时髦也导致了镇容的变化。
镇上的一条“文化路”直接指向过去曾经有过的农庄和被改变的村镇解构。
“5000年波英”道通过不同考古地点：青铜器时期的贵族墓地遗址、贝尔陶器文化的墓地、罗马时代和中世纪的居民区。道旁有解说的注释板。
国家庄园格鲁布上的小教堂是1819年建造的。

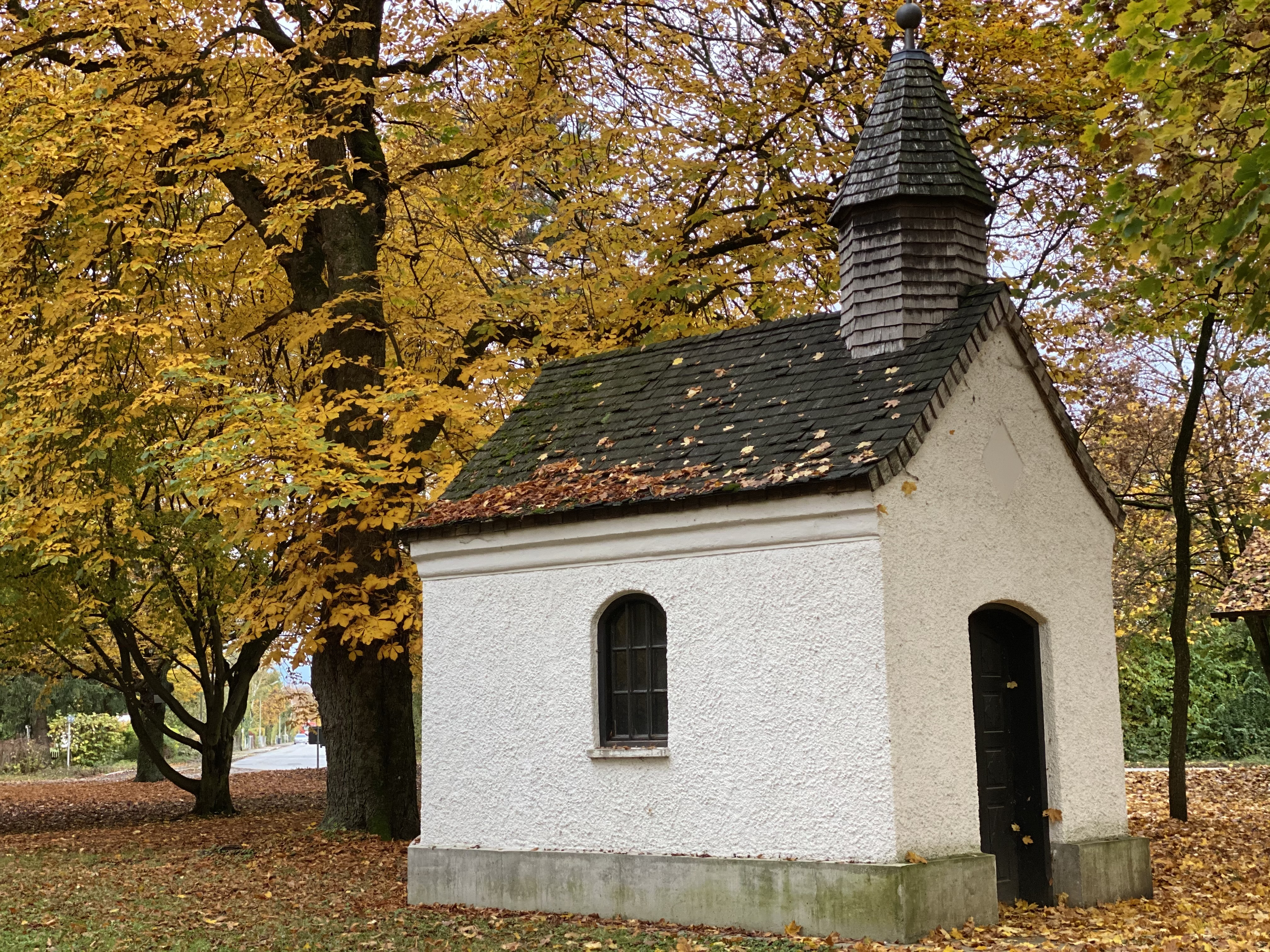
小教堂

2018年建成的新天主教教堂是一座现代化建筑。这座教堂获得多重奖赏，包括国际神事建筑奖。
1959年波英野生公园在波英附近开设，它主要展示欧洲的动物。许多动物可以被喂，梅花鹿自由地走在游客之间。
1987年至1995年间在波英开设过一座西部场景公园。2009年开始波英有一个音乐节纪念该公园的存在。
在国家庄园格鲁布里巴伐利亚州展示其州立庄园以及庄园里的物种多样性。

## 经济和基础建设

### 交通

#### 公路
从慕尼黑通往帕绍的德国94号高速公路在波英附近有一个出入口。2010年12月20日完工的东部机场快到直接连接94号高速公路和慕尼黑机场。

#### 铁路
慕尼黑—辛巴赫铁路通过波英，在波英有两个车站。1871年5月1日皇家巴伐利亚国家铁路在波英建造的车站首次开始使用。1897年5月1日在开发慕尼黑郊区铁路的过程中在南边又开设了一座新车站。从1972年开始波英被连接到慕尼黑城市快铁网上。2号线的列车每20分钟停靠一次。

#### 公共交通
波英有七条需求响应公共汽车和一条需求响应出租车线路。与快铁一样这些线路结合在慕尼黑交通及资费集团的网络中。

### 当地企业
佳能等企业在当地设有办公室和设施。

### 其它设施
- 建筑中心
- 巴伐利亚州立农业学院
- 国家庄园格鲁布
- 巴伐利亞國立歌劇院工场